# Gmina Haderslev
Gmina Haderslev (duń. Haderslev Kommune) – gmina w Danii w regionie Dania Południowa.
Gmina powstała w 2007 roku na mocy reformy administracyjnej z połączenia gmin Gram, Haderslev (starej), Vojens oraz części gmin Nørre-Rangstrup i Christiansfeld.
Teren największego starcia duńsko-niemieckiego w II wojnie światowej.
Siedzibą gminy jest miasto Haderslev.